# Бостандик (Карасуський сільський округ)
Бостанди́к (каз. Бостандық) — село у складі Казталовського району Західноказахстанської області Казахстану. Входить до складу Карасуський сільського округу.
Населення — 57 осіб (2021; 146 у 2009, 198 у 1999, 254 у 1989).